# Salwador na Mistrzostwach Świata w Lekkoatletyce 2022
Salwador na Mistrzostwach Świata w Lekkoatletyce 2022 – reprezentacja Salwadoru podczas mistrzostw świata w Eugene liczyła jednego zawodnika, który nie zdobył medalu.

## Skład reprezentacji

### Mężczyźni
| Zawodnik            | Konkurencja                | Eliminacje   | Eliminacje | Półfinał | Półfinał | Finał | Finał   | Źródło |
| Zawodnik            | Konkurencja                | Wynik        | Pozycja    | Wynik    | Pozycja  | Wynik | Pozycja | Źródło |
| ------------------- | -------------------------- | ------------ | ---------- | -------- | -------- | ----- | ------- | ------ |
| Pablo Andrés Ibáñez | Bieg na 400 m przez płotki | 50,18 (,175) | 24.        | NQ       | NQ       | NQ    | NQ      | [ 1 ]  |